# Beinn Eibhinn
Der Beinn Eibhinn ist ein als Munro eingestufter, 1.102 m (3.615 ft) hoher Berg in Schottland. Sein gälischer Name kann in etwa mit Entzückender Berg übersetzt werden.
Er liegt in der Council Area Highland in den Grampian Mountains östlich von Fort William zwischen Loch Ossian und Loch Ericht als Teil einer insgesamt vier Munros und diverse weitere Gipfel aufweisenden, in etwa von Südwesten nach Nordosten verlaufenden Bergkette. Vom südöstlich benachbarten breiten Massiv des Ben Alder ist die Bergkette durch den breiten, auf bis 722 Meter Höhe liegenden Bealach Dubh getrennt.

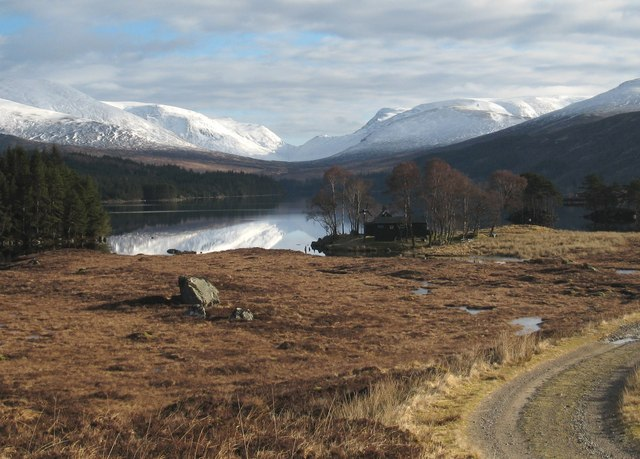
Blick von Westen über Loch Ossian. Links in der Mitte die Bergkette mit Beinn Eibhinn, Aonach Beag und Geal-Chàrn, rechts durch den Einschnitt des Bealach Dubh getrennt das Massiv des Ben Alder

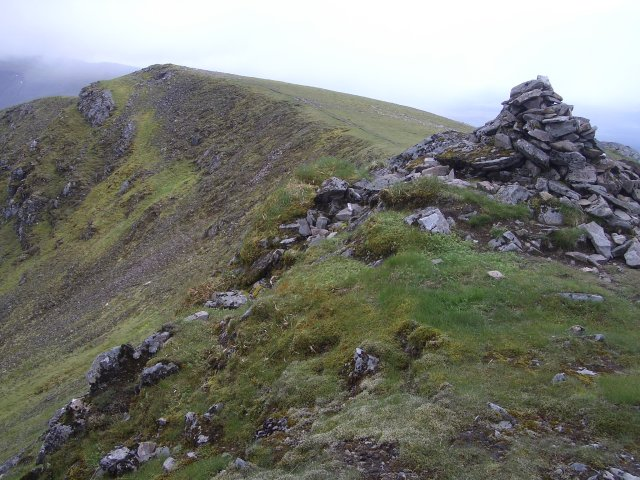
Die beiden Gipfel des Beinn Eibhinn

Der Beinn Eibhinn ist der westlichste Munro der Berggruppe und schließt diese mit seinem breiten Massiv und den ihm vorgelagerten Vorgipfeln nach Westen ab. Über seinen Ostgrat ist er mit dem benachbarten, 1116 Meter hohen Aonach Beag verbunden. Während er nach Norden halbkreisförmig gemeinsam mit dem Aonach Beag das steile und felsige Choire a’ Charra Mhòir umfasst, fällt er von seinem breiten Gipfelplateau in alle anderen Richtungen deutlich sanfter ab. Auf dem Plateau erheben sich mehrere kleinere Gipfel, am Ostrand die beiden gleichhohen und nur wenige Meter auseinander liegenden Hauptgipfel. Durch hochliegende Sattel ist der Beinn Eibhinn mit weiteren Vorgipfeln verbunden. Im Westen liegt der 921 Meter hohe Mullach Coire nan Nead, südwestlich der 920 Meter hohe Meall Glas Choire.
Aufgrund seiner Lage in unbewohntem Bergland weit abseits öffentlicher Straßen ist eine Besteigung des Beinn Eibhinn nur mit Biwak und langen Fußmärschen oder unter Nutzung von Mountain-Bikes möglich, wenn Munro-Bagger ihn im Zuge einer Überschreitung gemeinsam mit den anderen drei Munros der Bergkette besteigen wollen. Eine solche Überschreitung kann mit dem Càrn Dearg im Nordosten oder dem Beinn Eibhinn im Südwesten beginnen. Das Gipfelplateau des Beinn Eibhinn wird dabei entweder über den Verbindungsgrat vom Aonach Beag her erreicht, oder weglos vom Weg über den Bealach Dubh nach Nordwesten durch das Coire a’ Chàrra Bhig steil ansteigend zum Leabaidh Chràsgach, dem Einschnitt im Hauptgrat zwischen Beinn Eibhinn und Aonach Beag. Auch die Südwestflanke des Bergs kann von Loch Ossian aus über den Meall Glas Choire als Anstieg genutzt werden. Ausgangspunkt ist entweder Dalwhinnie, etwa 20 Kilometer nordöstlich, oder Corrour Station im Südwesten, etwa 12 Kilometer vom Aonach Beag entfernt. Culra Bothy am Fuß des Càrn Dearg als während einer Überschreitung einzige mögliche Übernachtung in weitem Umkreis ohne Nutzung eines Zelts ist seit 2015 aufgrund Asbestbelastung geschlossen. Als lange Tagestour kann der Beinn Eibhinn auch von der Jugendherberge am Westufer von Loch Ossian aus bestiegen werden.